# Józef Niewieściński
Józef Niewieściński herbu Przegonia (zm. 3 kwietnia 1782 roku) – dziekan krakowskiej kapituły katedralnej w latach 1767-1782, kanonik krakowskiej kapituły katedralnej prebendy Szczytniki od 1767 roku, asesor do sądów siewierskich w 1755 roku, pleban w Dzierążni.